# ماسانوبو ماتسونامی
ماسانوبو ماتسونامی (انگلیسی: Masanobu Matsunami؛ زادهٔ ۲۱ نوامبر ۱۹۷۴) بازیکن فوتبال اهل ژاپن است.
از باشگاه‌هایی که در آن بازی کرده‌است می‌توان به باشگاه فوتبال گامبا اوساکا اشاره کرد.